# Серше Ронан
Серше Ронан (енгл. Saoirse Ronan; IPA: ; рођена 12. април 1994. у Бронксу, Њујорк) ирска је глумица.
Глумом се бави од детињства, а пажњу интернационалне публике привукла је 2007. године улогом Брајони Талис у филму Покајање, која јој је донела номинације за награде Оскар, Златни глобус и БАФТА за најбољу глумицу у споредној улози. Две године касније, Ронанова је тумачила главну улогу у драми Дивне кости Питера Џексона и била номинована за БАФТУ и Награду Удружења телевизијских филмских критичара за најбољу главну женску улогу. Након тога наступила је у драми Бег из дивљине, акционом трилеру Хана (2010), адаптацијама романа Домаћин и Мој садашњи живот (2013) и комедији Гранд Будапест хотел (2014) Веса Андерсона.
Године 2015. Ронанова је играла главну улогу у љубавној драми Бруклин, која јој је донела номинације за бројна престижна признања, укључујући Оскара, Златни глобус, БАФТУ, Награду Удружења глумаца и Награду Удружења телевизијских филмских критичара за најбољу главну женску улогу. Две године касније, исти успех је поновила улогом у филму Бубамара у режији Грете Гервиг, за који је освојила Златни Глобус у категорји "Најбоља главна женска улога у играном филму (мјузикл или комедија)".

## Филмографија
| Улоге у филмовима   |                                        |               |                                |                         |
| Година              | Српски назив                           | Изворни назив | Улога                          | Напомена                |
| 2007.               | Никада нећу бити твоја                 |               | Изи Менсфорт                   |                         |
| 2007.               | Божићно чудо Џонатан Тумија            |               | Силија Хардвик                 |                         |
| 2007.               | Покајање                               |               | Брајони Талис                  |                         |
| 2007.               | Пркосећи смрти                         |               | Бенџи Макгарви                 |                         |
| 2008.               | Град светлости                         |               | Лина Мејфлит                   |                         |
| 2009.               | Дивне кости                            |               | Сузи Салмон                    |                         |
| 2010.               | Тајни свет Аријети                     |               | Аријети (глас)                 | енглеска синхронизација |
| 2010.               | Бег из дивљине                         |               | Ирена Зилинска                 |                         |
| 2011.               | Хана                                   |               | Хана Хелер                     |                         |
| 2011.               | Вајолет и Дејзи                        |               | Дејзи                          |                         |
| 2012.               | Византија                              |               | Еленор Веб                     |                         |
| 2013.               | Домаћин                                |               | Мелани Страјдер/Луталица Ванда |                         |
| 2013.               | Мој садашњи живот                      |               | Дејзи                          |                         |
| 2013.               | Џастин и храбри витезови               |               | Талија (глас)                  |                         |
| 2014.               | Гранд Будапест хотел                   |               | Агата                          |                         |
| 2014.               | Најтраженији Мапети                    |               | глуми себе                     | камео                   |
| 2014.               | Изгубљена река                         |               | Рет                            |                         |
| 2015.               | Стокхолм, Пенсилванија                 |               | Леја Даргон                    |                         |
| 2015.               | Бруклин                                |               | Ејлиш Лејси                    |                         |
| 2017.               | С љубављу, Винсент: Мистерија Ван Гога |               | Маргарет Гаше                  |                         |
| 2017.               | Бубамара                               |               | Кристин „Бубамара” Макфирсон   |                         |
| 2017.               | Чезил Бич                              |               | Флоренс Понтинг                |                         |
| 2018.               | Галеб                                  |               | Нина Заречна                   |                         |
| 2018.               | Мери, краљица Шкота                    |               | Мери Стјуарт                   |                         |
| 2019.               | Мале жене                              |               | Џозефин „Џо” Мерч              |                         |
| 2021.               | Француска депеша                       |               | мистериозна жена               |                         |
| Улоге у ТВ серијама |                                        |               |                                |                         |
| 2003–2004           | Клиника                                |               | Ријанон Герати                 | 4 епизоде               |
| 2005.               | Доказ                                  |               | Орла Боланд                    | 4 епизоде               |
| 2014.               | Роботско пиле                          |               | разне улоге                    | 2 епизоде               |
| 2017.               | Уживо суботом увече                    |               | домаћин                        | епизода:                |

## Награде и номинације
| Година                                            | Категорија           | Филм                                                               | Освојила | Изгубила од                                                |
| ------------------------------------------------- | -------------------- | ------------------------------------------------------------------ | -------- | ---------------------------------------------------------- |
| Оскар                                             |                      |                                                                    |          |                                                            |
| 2007.                                             | Покајање             | Најбоља глумица у споредној улози                                  | Не       | Тилда Свинтон (Мајкл Клејтон)                              |
| 2015.                                             | Бруклин              | Најбоља глумица у главној улози                                    | Не       | Бри Ларсон (Соба)                                          |
| БАФТА                                             |                      |                                                                    |          |                                                            |
| 2007.                                             | Покајање             | Најбоља глумица у споредној улози                                  | Не       | Тилда Свинтон (Мајкл Клејтон)                              |
| 2010.                                             | Дивне кости          | Најбоља глумица у главној улози                                    | Не       | Кери Малиган (Образовање)                                  |
| 2015.                                             | Бруклин              | Најбоља глумица у главној улози                                    | Не       | Бри Ларсон (Соба)                                          |
| 2017.                                             | Бубамара             | Најбоља глумица у главној улози                                    | Не       | Франсес Макдорманд (Три билборда испред Ебинга у Мисурију) |
| Златни глобус                                     |                      |                                                                    |          |                                                            |
| 2007.                                             | Покајање             | Златни глобус за најбољу споредну глумицу у играном филму          | Не       | Кејт Бланчет (Нема ме)                                     |
| 2015.                                             | Бруклин              | Најбоља главна женска улога у играном филму (драма)                | Не       | Бри Ларсон (Соба)                                          |
| 2017.                                             | Бубамара             | Најбоља главна женска улога у играном филму (мјузикл или комедија) | Да       |                                                            |
| Награда Удружења глумаца                          |                      |                                                                    |          |                                                            |
| 2014.                                             | Гранд Будапест хотел | Најбоља филмска постава                                            | Не       | глумачка постава филма Човек Птица                         |
| 2015.                                             | Бруклин              | Најбоља глумица у главној улози                                    | Не       | Бри Ларсон (Соба)                                          |
| 2017.                                             | Бубамара             | Најбоља глумица у главној улози                                    | Не       | Франсес Макдорманд (Три плаката изван града)               |
| 2017.                                             | Бубамара             | Најбоља филмска постава                                            | Не       | Три плаката изван града                                    |
| Награда Удружења телевизијских филмских критичара |                      |                                                                    |          |                                                            |
| 2007.                                             | Покајање             | Најбољи млади глумац/глумица                                       | Не       | Ники Блонски (Лак за косу)                                 |
| 2009.                                             | Дивне кости          | Најбољи млади глумац/глумица                                       | Да       |                                                            |
| 2009.                                             | Дивне кости          | Најбоља глумица у главној улози                                    | Не       | Сандра Булок (Мртав угао) Мерил Стрип (Џули и Џулија)      |
| 2011.                                             | Хана                 | Најбољи млади глумац/глумица                                       | Не       | Томас Хорн (Јако гласно и невероватно близу)               |
| 2014.                                             | Гранд Будапест хотел | Најбоља филмска постава                                            | Не       | глумачка постава филма Човек Птица                         |
| 2015.                                             | Бруклин              | Најбоља глумица у главној улози                                    | Не       | Бри Ларсон (Соба)                                          |
| 2017.                                             | Бубамара             | Најбоља глумица у главној улози                                    | Не       | Франсес Макдорманд (Три плаката изван града)               |
| 2017.                                             | Бубамара             | Најбоља филмска постава                                            | Не       | Три плаката изван града                                    |
| 2017.                                             | Бубамара             | Најбоља глумица у комедији                                         | Не       | Марго Роби (Ја, Тоња)                                      |
| Британске независне филмске награде               |                      |                                                                    |          |                                                            |
| 2013.                                             | Мој садашњи живот    | Најбоља глумица у главној улози                                    | Не       | Линдси Данкан (Викенд у Паризу)                            |
| 2015.                                             | Бруклин              | Најбоља глумица у главној улози                                    | Да       |                                                            |
| Награда Удружења бостонских филмских критичара    |                      |                                                                    |          |                                                            |
| 2015.                                             | Бруклин              | Најбоља глумица у главној улози                                    | Не       | Шарлот Ремплинг (45 година)                                |
| 2017.                                             | Бубамара             | Најбоља глумица у главној улози                                    | Не       | Сали Хокинс (Облик воде)                                   |
| Награда Удружења њујоршких филмских критичара     |                      |                                                                    |          |                                                            |
| 2015.                                             | Бруклин              | Најбоља глумица у главној улози                                    | Да       |                                                            |
| 2017.                                             | Бубамара             | Најбоља глумица у главној улози                                    | Да       |                                                            |
| Награда Удружења интернет филмских критичара      |                      |                                                                    |          |                                                            |
| 2008.                                             | Покајање             | Најбоља глумица у споредној улози                                  | Не       | Ејми Рајан (Нестала)                                       |
| 2015.                                             | Бруклин              | Најбоља глумица у главној улози                                    | Не       | Кејт Бланчет (Керол)                                       |
| 2017.                                             | Бубамара             | Најбоља глумица у главној улози                                    | Не       | Сали Хокинс (Облик воде)                                   |
| Награда Емпајер                                   |                      |                                                                    |          |                                                            |
| 2007.                                             | Покајање             | Награда Емпајер за најбољег новајлију                              | Не       | Сем Рајли (Контрола)                                       |
| Награда Сателит                                   |                      |                                                                    |          |                                                            |
| 2007.                                             | Покајање             | Најбоља глумица у споредној улози                                  | Не       | Ејми Рајан (Нестала)                                       |
| 2015.                                             | Бруклин              | Најбоља глумица у главној улози                                    | Да       |                                                            |
| 2017.                                             | Бубамара             | Најбоља глумица у главној улози                                    | Не       | Сали Хокинс (Облик воде), Дијана Кригер                    |
| Награда Сатурн                                    |                      |                                                                    |          |                                                            |
| 2009.                                             | Дивне кости          | Најбољи млади глумац/глумица                                       | Да       |                                                            |
| 2011.                                             | Хана                 | Најбољи млади глумац/глумица                                       | Не       | Џоел Кортни (Супер 8)                                      |
| 2013.                                             | Мој садашњи живот    | Најбољи млади глумац/глумица                                       | Не       | Клои Грејс Морец (Кери)                                    |
| Награда Спирит                                    |                      |                                                                    |          |                                                            |
| 2017.                                             | Бубамара             | Најбоља глумица у главној улози                                    | Не       | Франсес Макдорманд (Три плаката изван града)               |
| Награда ААКТА                                     |                      |                                                                    |          |                                                            |
| 2017.                                             | Бубамара             | Најбоља интернационална глумица                                    | Не       | Марго Роби (Ја, Тоња)                                      |